# Hybos japonicus
Hybos japonicus är en tvåvingeart som beskrevs av Frey 1953. Hybos japonicus ingår i släktet Hybos och familjen puckeldansflugor. Inga underarter finns listade i Catalogue of Life.